# Бейтин
Бейтин (на арабски: بيتين) е село в Палестина, разположено в централната част на Западния бряг, в мухафаза Рамала и Ел-Бира. Населението му е около .
Разположено е на 894 метра надморска височина в северния край на Юдейските планини, непосредствено на североизток от Рамала и на 16 километра северно от центъра на Йерусалим. Съвременното селище възниква в средата на XIX век при развалините на споменавания многократно в Библията древен град Ветил.